# Barroselas
Barroselas ist eine Kleinstadt im Norden Portugals. Seit 1998 findet hier mit dem SWR Barroselas Metalfest jährlich eines der größten Heavy-Metal-Musikfestivals Portugals statt.

## Geschichte
Erstmals offiziell erwähnt wurde Capareiros im Jahr 1115. Der spätere erste König Portugals, D. Afonso Henriques, machte Capareiros 1134 zum Sitz eines Kreises, zu dessen Ortschaften auch das heutige Barroselas gehörte.
Im Verlauf der Verwaltungsreformen nach der Liberalen Revolution 1822 und dem folgenden Miguelistenkrieg wurde 1836 der Kreis Capareiros, der nur aus einer gleichnamigen Gemeinde bestand, aufgelöst und dem Kreis Viana do Castelo angegliedert.
1971 wurde die Gemeinde nach ihrem inzwischen wichtigsten Ort Barroselas umbenannt. 1987 wurde der Ort zur Kleinstadt (Vila) erhoben.
Im Zuge der administrativen Neuordnung in Portugal wurde die Gemeinde Barroselas zum 29. September 2013 mit der Gemeinde Carvoeiro zusammengefasst.
Überregional bekannt wurde der Ort seit 1998 durch sein Heavy-Metal-Musikfestival SWR Barroselas Metalfest.

## Verwaltung
Barroselas war Sitz einer gleichnamigen Gemeinde (Freguesia) im Kreis (Concelho) von Viana do Castelo, im Distrikt Viana do Castelo, Unterregion Minho-Lima. In der ehemaligen Gemeinde leben 3919 Einwohner (Stand 30. Juni 2011).
Im Zuge der administrativen Neuordnung in Portugal wurde die Gemeinde Barroselas zum 29. September 2013 mit der Gemeinde Carvoeiro zur neuen Gemeinde União das Freguesias de Barroselas e Carvoeiro zusammengeschlossen. Hauptsitz ist Barroselas.

## Verkehr
Barroselas ist mit seinem Bahnhof der Linha do Minho an das Eisenbahnnetz des Landes angeschlossen.
Über die Nationalstraße N305-1 ist Barroselas mit der etwa 5 km entfernten Autobahn A28 (Anschlussstellen Neiva oder Darque) und der 14 km nordwestlich gelegenen Distrikthauptstadt Viana do Castelo verbunden. Die Nationalstraße N308 endet etwa 5 km östlich in Balugães, von wo die N204 13 km südlich zur Stadt Barcelos führt.
Der öffentliche Personennahverkehr wird durch private Buslinien in kommunaler Konzession betrieben, darunter insbesondere die Auto Viação Minho.

## Söhne und Töchter der Gemeinde
- Rui Sousa (* 1976), Radrennfahrer